# Alital
Alital (nep. आलिताल) – gaun wikas samiti w zachodniej części Nepalu w strefie Mahakali w dystrykcie Dadeldhura. Według nepalskiego spisu powszechnego z 2001 roku liczył on 1562 gospodarstw domowych i 9542 mieszkańców (4802 kobiet i 4740 mężczyzn).